# Les Arcs (Savoie)
Les Arcs of Les Arcs/Peisey-Vallandry is een groot wintersportgebied in de Franse Alpen, meer bepaald in de Tarentaisevallei in het departement Savoie. Het ligt tussen 1200 en 3226 meter boven zeeniveau op het grondgebied van de gemeenten Bourg-Saint-Maurice, Landry, Peisey-Nancroix en Villaroger. Les Arcs kwam in de jaren 60 tot stand door de samenwerking van Roger Godino en Robert Blanc. In 1968 opende het eerste skidorp, Arc 1600, met een kenmerkende modernistische architectuur. In de jaren 70 werd het skigebied uitgebreid met Arc 1800 en Arc 2000 en werd het naburige Peisey-Vallandry met Les Arcs verbonden. In 2003 werd een laatste dorp, Arc 1950, toegevoegd. Door de verbinding met La Plagne door de gondelbaan Vanoise Express maakt Les Arcs sinds 2003 ook deel uit van Paradiski, een van de grootste aaneengesloten wintersportgebieden ter wereld.

## Geschiedenis
Begin jaren 1950 kwamen in Europa nieuwe skidorpen en -gebieden tot stand op alpiene hoogtes, waar meer sneeuwzekerheid is en gebouwd kan worden op zachtere hellingen dan in de oudere, lager gelegen dorpen en stadjes. Deze evolutie kwam in de jaren 60 in een stroomversnelling door inmenging van de Franse staat met zijn plans neige en door het grote succes van Franse skiërs op kampioenschappen.

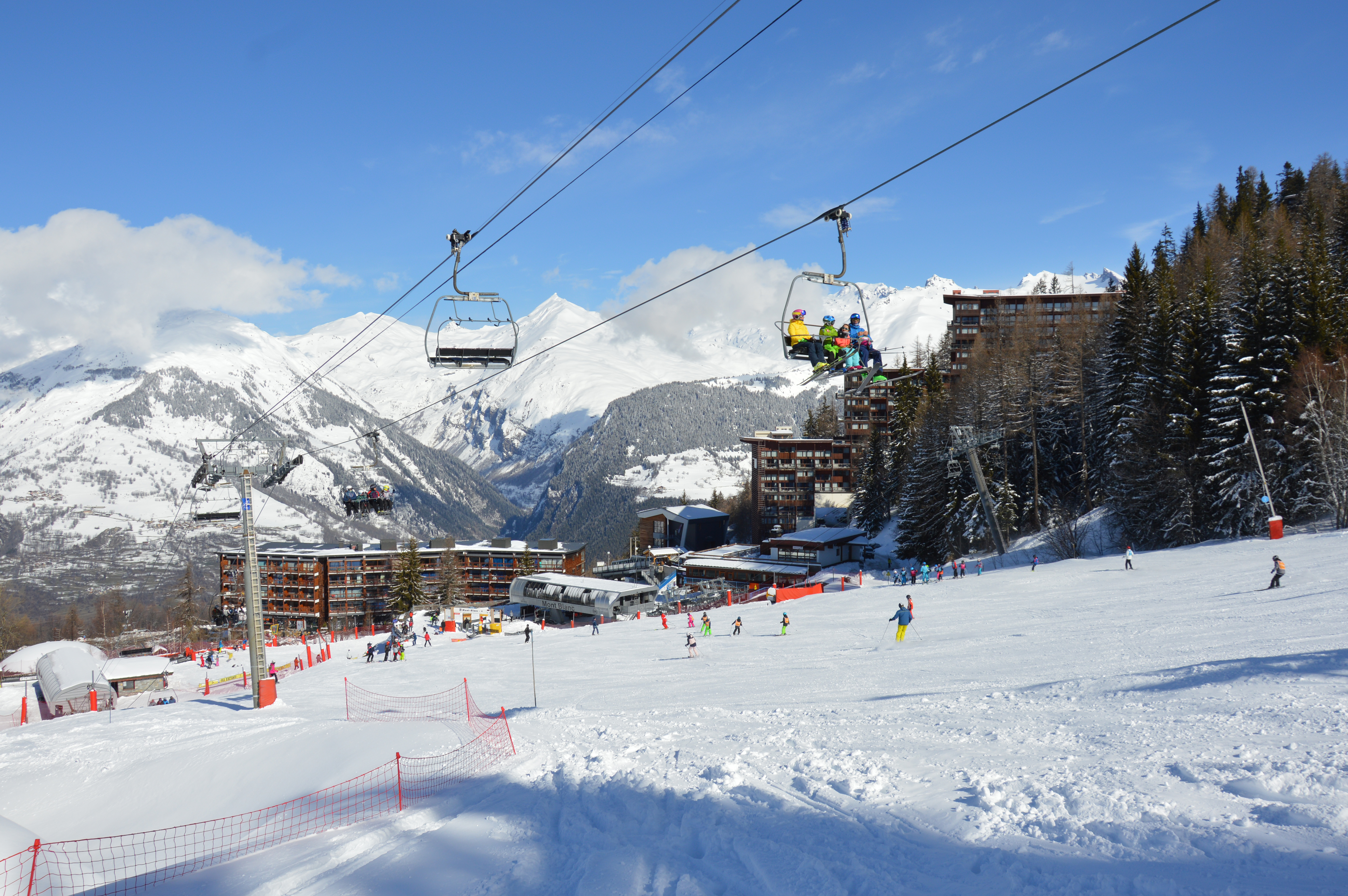
Arc 1600

Les Arcs kwam tot stand door de samenwerking van Robert Blanc, een lokale berggids, en Roger Godino, een ontwikkelaar. Het gebied werd genoemd naar een bergriviertje, de Arc, in de vallei waar later Arc 2000 zou gebouwd worden. Op Franse stafkaarten uit 1855-1866 staat de plaatsnaam Chalets de l'Arc, in diezelfde vallei, al aangeduid. De fusie van Hauteville-Gondon, dat het hooggebergte tot zijn grondgebied rekende, met Bourg-Saint-Maurice in 1964/1965 maakte de ontwikkeling van skidorpen en de aanleg van toegangswegen mogelijk. Arc 1600 (oorspronkelijk Arc Pierre Blanche) opende als eerste skidorp in 1968, gevolgd door Arc 1800 in 1974 en Arc 2000 in 1979. Architecte Charlotte Perriand combineerde industrialisering, standaardisering en efficiëntie met een modernistische esthetiek die opgaat in het landschap. De architectuur van Arc 1600 en 1800 werd door het Franse ministerie van Cultuur erkend als Patrimoine du xxe siècle.
Plan Peisey, op het grondgebied van Peisey-Nancroix, opende in 1962/1963 en vormde een tijdlang een apart skigebied. In 1986 werd Vallandry, op het grondgebied van buurgemeente Landry, ingewijd als uitbreiding, waardoor Peisey-Vallandry tot stand kwam. In de jaren 70 werd dit skigebied verbonden met Les Arcs. Lange tijd behield Peisey-Vallandry een eigen skipas; nog altijd worden de skidorpen Plan Peisey en Vallandry anders in de markt gezet dan de rest van Les Arcs.
Het valleidorp Villaroger sloot zich aan bij Les Arcs in 1982.
De Olympische Winterspelen 1992 vonden plaats in en rond Albertville. Het speedskiën werd in Les Arcs, meer bepaald op een flank van de Aiguille Rouge boven Arc 2000, gedemonstreerd.
In 2003 opende onder Arc 2000 de eerste fase van Arc 1950, ontwikkeld door Intrawest. Arc 1950 verschilt in opzet en architectuur van de modernistische dorpen van Les Arcs en is in grote mate geïnspireerd door een Noord-Amerikaanse, gedisneyficeerde esthetiek.
Eveneens in 2003 werd Les Arcs/Peisey-Vallandry met La Plagne verbonden door de opening van de Vanoise Express, waardoor het megaskigebied Paradiski tot stand kwam.

## Geografie

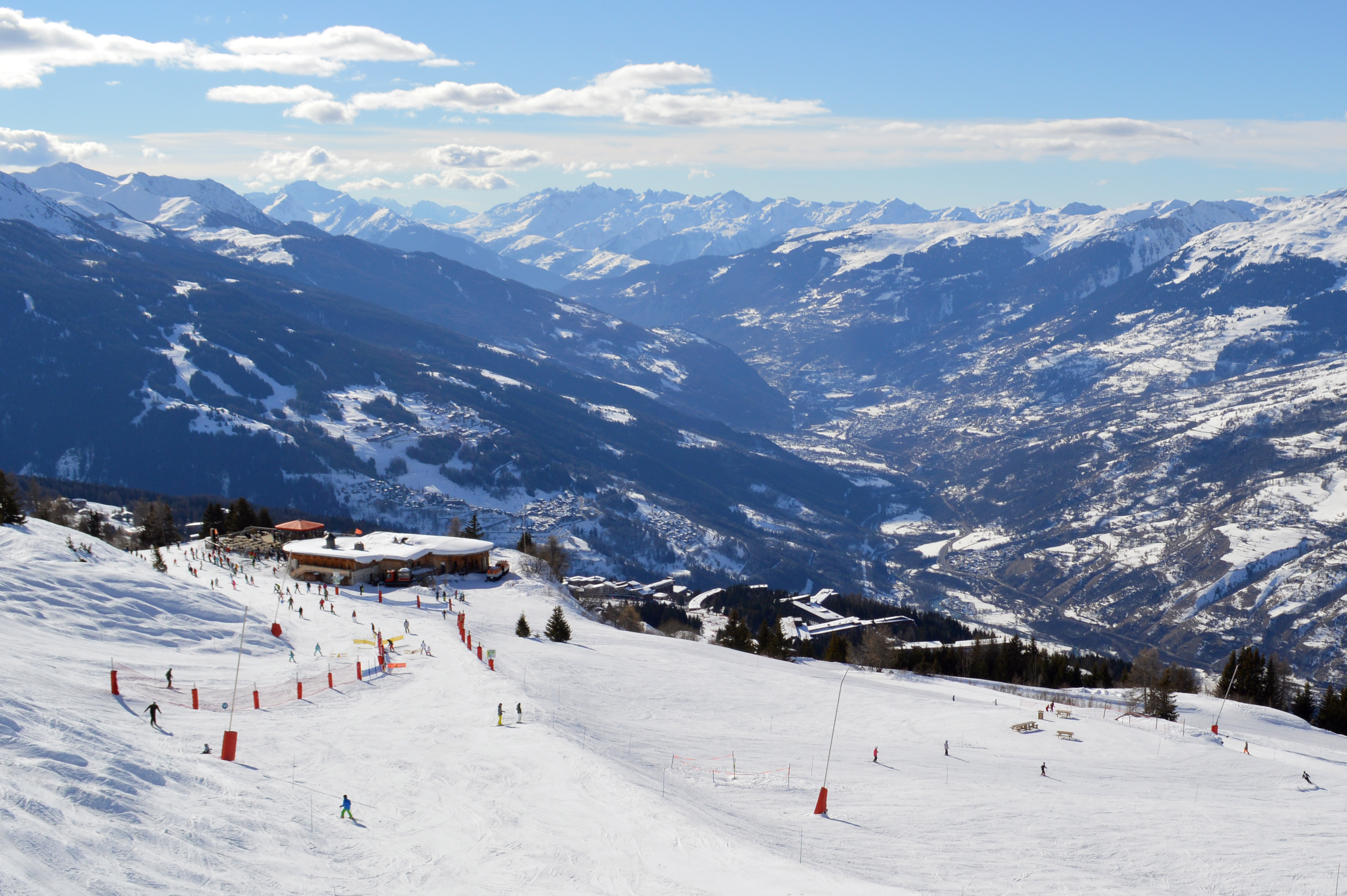
Skipistes boven Arc 1800. In de verte zijn Montchavin en Les Coches, in La Plagne, te zien.

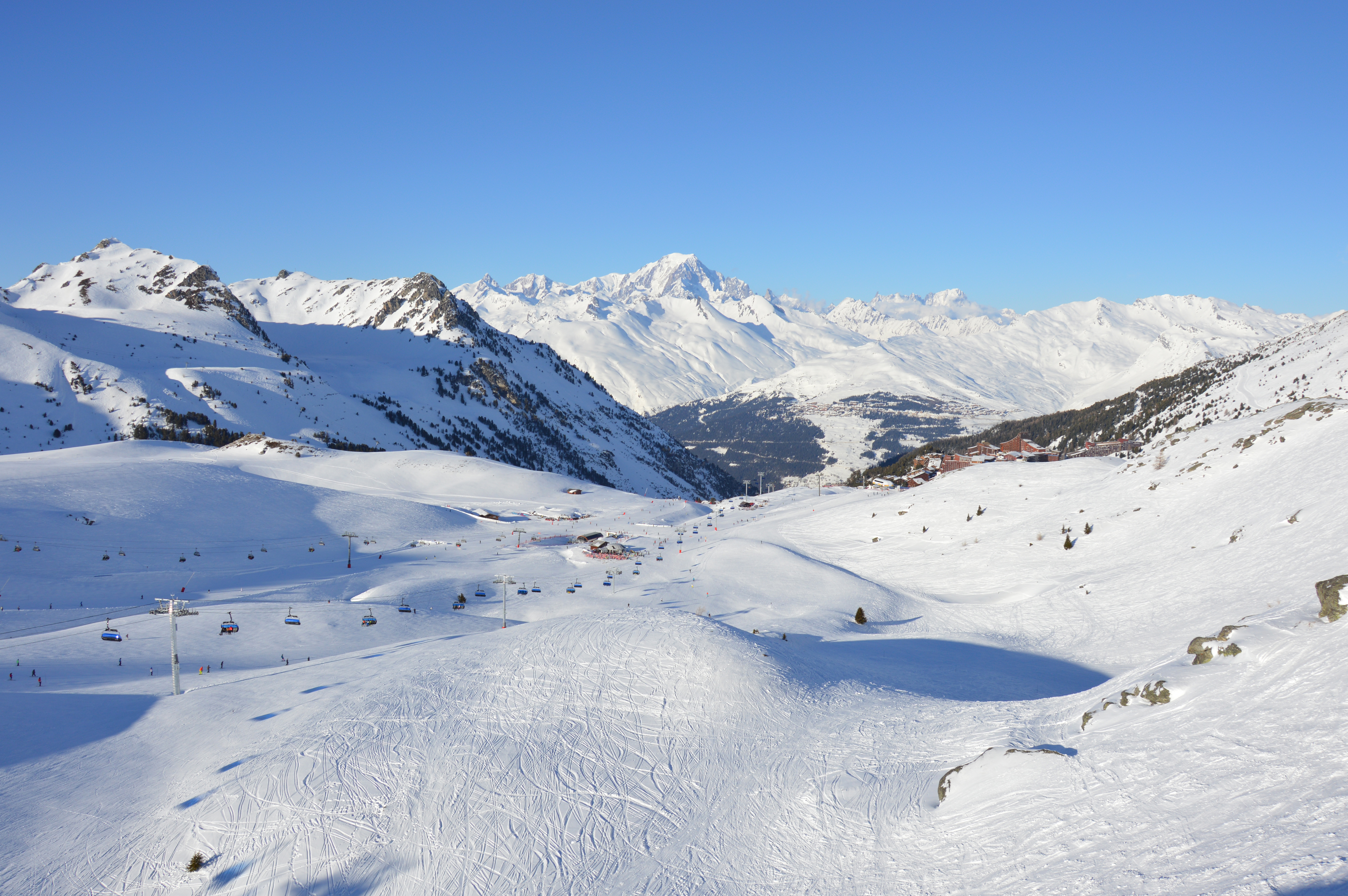
Vallée de l'Arc, met zicht op Arc 2000 (rechts) en de Mont Blanc in de verte.

Les Arcs ligt in de Tarentaise op de noordwestelijke flanken van het Vanoisemassief. Het ligt op het grondgebied van Peisey-Nancroix, Landry, Bourg-Saint-Maurice en Villaroger. Het wordt omgeven door verschillende grote skigebieden: La Plagne in het westen (waarmee het Paradiski vormt), Tignes in het zuidoosten (deel van Espace Killy) en La Rosière in het noorden (deel van Espace San Bernardo). Tussen Les Arcs en Tignes ligt het Parc national de la Vanoise.
Les Arcs bestaat enerzijds uit een brede noordwest-georiënteerde flank van de Tarentaisevallei, met daarop van noord naar zuid de dorpen Arc 1600 (gelegen tussen 1550 en 1720 m), Arc 1800 (1620-1800 m, bestaande uit de wijken Charvet, Chantel, Villards en Charmetogger) en Vallandry en Plan Peisey (1500-1620 m). Onder Plan Peisey ligt het traditionele dorp Peisey (1280-1350 m).
Anderzijds ligt over de bergkam, gevormd door de Aiguille Grive (2732 m), Arpette (2413 m), Pointe du Petit Fond Blanc (2497 m) en Pointe des Fours (2469 m), de kom van Arc 2000 (2100-2140 m) en Arc 1950 (2030-2070 m), ook wel de Vallée de l'Arc genoemd. In het oosten wordt deze kom afgebakend door bergtoppen als de Aiguille Rouge (3226 m), Pointe des Arandelières (3178 m), Mont Turia (3650 m) en Aiguille du Saint Esprit (3419 m). De vallei opent naar de bovenvallei van de Isère in het noorden, waar geskied kan worden tot in Villaroger (ca. 1200 m). In het zuiden markeert de Col de la Chal de overgang naar de vallei van de Ponturin. In het oosten, achter de Aiguille Rouge, ligt het natuurreservaat Hauts de Villaroger waar avontuurlijke skiërs onder begeleiding kunnen afdalen.

## Wintersport
Er is een goede mix tussen open pistes (vooral boven Arc 2000) en pistes met bebossing (rondom de onderste dorpen). Het skigebied bestaat uit blauwe, rode en zwarte pistes. Ook snowboarders kunnen er terecht, zo is er bijvoorbeeld een speciaal snowboardpark en zijn er enkele sleepliften.
In het skigebied ligt een brede vallei, met onderaan Arc 2000 en Arc 1950. Een van de kanten van de vallei is de bergrug van de hoogste berg uit het gebied, de Aiguille Rouge. Aan de achterkant van een andere berg in de vallei ligt een breed gebied met pistes die reiken tot Arc 1600 en Arc 1800.
Sinds de opening van de nieuwe Vanoise Express-kabelbaan in december 2003, is het skigebied verbonden met dat van La Plagne. De twee gebieden gaan vanaf dat moment samen verder onder de nieuwe naam Paradiski. Met de in totaal 425 km piste en 143 liften behoort het skigebied Paradiski nu tot de top-3 van 's werelds grootste skigebieden.

### Disciplines
De skischolen in Les Arcs hanteren de ‘evolutif-methode’, waarbij leerlingen vanaf het begin op korte ski’s parallelbochten leren maken. Les Arcs’ gebieden worden voor beginnende skiërs als uitstekend beschouwd.
In Les Arcs wordt ook het speedskiën beoefend in het Stade de vitesse de l'Aiguille Rouge.
Het 1.740 meter lange parcours begint op een hoogte van 2.710 meter en eindigt op 2.145 meter. Het steilste deel van de piste heeft een hellingspercentage van 76%. Het is de snelste piste ter wereld en hier is dan ook het wereldrecord behaald met een snelheid van 251,400 km/uur. Dit record staat sinds 2006 op naam van de Italiaan Simone Origone. In 2005 zette Merijn Vunderink het Nederlandse record hier op 243,900 km/uur.

## Wielrennen
Les Arcs was één keer aankomstplaats van een etappe in wielerkoers Ronde van Frankrijk. In 1996 won de Fransman Luc Leblanc er de etappe. Het meest opmerkelijke moment van de etappe was het grote tijdverlies van Miguel Indurain. Deze Spanjaard had de vijf voorafgaande edities overtuigend gewonnen.